# 2023년 하와이 산불
2023년 하와이 산불(영어: 2023 Hawaii wildfires, 하와이어: Ke ahi ahi ma Hawaii o 2023)은 2023년 8월 초 미국 하와이주에서 발생한 산불로, 주로 마우이섬에서 발생하였이다. 산불은 하와이 북쪽의 강한 고기압과 남쪽의 허리케인 도라에 의해 생성된 건조하고 돌풍에 의한 자연현상으로 추정된다.